# Parias (tributo)
Las parias (del latín vulgar: pariāre ‘igualar dos cosas [una cuenta], saldar, pagar’) eran un impuesto que pagaban los reyes de taifas (1359–1492) a los reyes cristianos, principalmente al Reino de León creador de estos impuestos, para que no les atacaran y para que fuesen protegidos de los propios enfrentamientos que se producían entre los reinos de taifas o de los ataques de otros reinos cristianos.
Aunque divididos los territorios islámicos en reinos de taifas y con poder militar menor que el de los reinos cristianos, los musulmanes eran prósperos económica y culturalmente, haciendo posible atender a las duras exigencias cristianas de riquezas. Ello provocó que los diferentes reinos de taifas financiasen inconscientemente los ejércitos cristianos.
Cuando tuvo lugar la desmembración del califato de Córdoba a partir del año 1031, comenzó a aparecer la inferioridad militar ante los cristianos.